# رجال-إكس (فلم)
رجال-إكس (بالإنجليزية: X-Men) فيلم خيال علمي أمريكي هو الجزء الأول من سلسلة رجال-إكس, الفيلم من إخراج بريان سينجر ومن تأليف ديفيد هايتر ومن بطولة (باتريك ستيوارت ، هيو جاكمان ، إيان ماكيلين ، هالي بيري ، فامك جانسن ، جيمس مارسدن ، بروس دافيسون ، ريبيكا رومين ، آنا باكوين)

## الممثلين
- باتريك ستيوارت
- هيو جاكمان
- إيان ماكيلين
- هالي بيري
- فامك جانسن
- جيمس مارسدن
- بروس دافيسون
- ريبيكا رومين
- راي بارك
- آنا باكوين

## وصلات خارجية
- مقالات تستعمل روابط فنية بلا صلة مع ويكي بيانات